# Цензура кіно

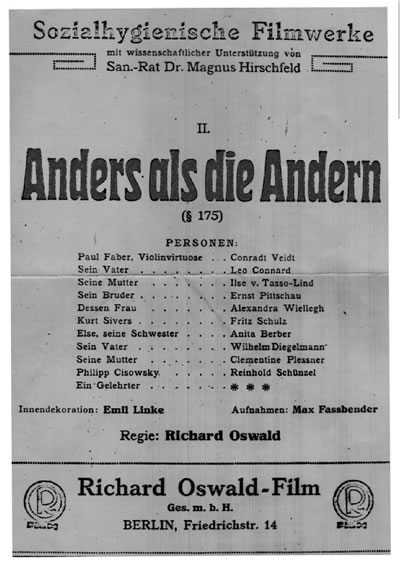
Anders als die Andern (укр. Не такий як усі), один із найвідоміших фільмів, що було заборонено у Німеччині через гомосексуальну тематику

Кіноцензура — це процес цензурування фільмів шляхом їх повної заборони, або видалення певних кадрів, сцен. Цензура зазвичай відбувається через політичне, релігійне або моральне несхвалення, суперечливий зміст фільму (наявність контроверсійних, сексуальних сцен або сцен із насиллям). Стандарти цензури можуть суттєво відрізнятися залежно від країни, або змінюватися в межах окремої країни.

## Рейтингові системи
Система рейтингів фільмів призначена для їх оцінювання та класифікації, залежно від придатності змісту фільмів для певної глядацької аудиторії. Під час оцінювання розглядається використання у сценах фільму ненормативної лексики, демонстрація вживання алкоголю та психоактивних речовин та інший непристойний зміст.

### Австралія
Австралійська атестаційна комісія (англ. Australian Classification Board або ACB) спирається на Закон Співдружності про Класифікацію від 1995 для оцінювання та цензурування, проте кожен окремий штат і територія можуть приймати додаткові закони. Вважається, що Австралія накладає найбільшу кількість обмежень під час категоризації фільмів серед усіх західних демократичних країн, хоча з роками деякі обмеження значно послабилися.

### Бразилія
Під час диктатури (1964—1988 рр)
У період диктатури в Бразилії, яка тривала з 1964 по 1988 роки, декілька фільмів було заборонено, згідно з Федеральним законом Бразилії під номером 5536 від 1968 року. Впродовж декілька років розроблявся проєкт пошуку та публікації кожного окремого документа про цензуру в кіно за часів диктатури. Проєкт під назвою «Пам'ять про цензуру у бразильському кіно» презентували у 2005 році, він налічував шість тисяч документів про 175 заборонених фільмів під час диктатури. І, нарешті, у 2007 році було оприлюднено документи на останні 269 заборонених на той момент фільмів.
Після демократизації (1988–)
- 1993: За межею громадянина Кейна (англ. Beyond Citizen Kane)[en]:

«20 серпня 2009 року бразильська газета Folha de S. Paulo повідомила, що медіакомпанія Rede Record купила у продюсера документального фільму Елліса права на його трансляцію менш ніж за 20 000 доларів США».
«14 лютого 2011 року газета Jornal do Brasil (цитуючи прессекретар мережі) повідомила, що Rede Record транслюватиме фільм у 2011 році, проте дата трансляції ще не було визначено».
- 1976: Ді Кавальканті (порт. Di Cavalcanti) :

Короткометражний, документальний фільм про бразильського художника Ді Кавальканті було заборонено через позов доньки Ді Кавальканті, Елізабет. У фільмі задокументовано поминки та похорон художника. Через судову заборону з 1979 року (підтверджену у 1983 році) фільм не може демонструватися через причини пов'язані з релігійними переконаннями.
Незважаючи на це, Жоао Роша (режисер Thuth Profane), племінник Глаубера Роша, розмістив копію відео на провайдерах за межами Бразилії: користувачі Інтернету можуть безкоштовно завантажити та передивлятися фільм.
- 2011: Сербський фільм :

Сербський фільм вийшов у бразильський прокат 5 серпня 2011 року. Винятком до релізу став штат Ріо-де-Жанейро, де показ фільму було заборонено через позов політичної партії демократів, які стверджують, що деякі сцени порушують статут про Дітей та Підлітків (Estatuto da Criança e do Adolescente), що є частиною Конституції Бразилії). У 2012 році справу було скасовано.

### Канада
Наразі, у провінціях Канади заборонені лише ті кінофільми, які містять заборонені матеріали (наприклад, дитячу порнографію), або які було заборонено рішенням суду.

### Чилі
У 1974 році, під час диктатури Августо Піночета (1973—1990), було випущено указ про кіноцензуру. За роки цензури у країні було заборонено 1092 фільми. До листопада 1996 року у системі не було суттєвих змін, аж до поки компанія United International Pictures звернулася з проханням оцінити фільм «Остання спокуса Христа». Фільм було дозволено до перегляду аудиторії старше 18 років, однак ультраконсервативна релігійна група подала судову заборону на скасування цього рішення. В червні 1997 року Верховним судом фільм було заборонено. У вересні цього ж року група громадянських свобод передала справу до Міжамериканської комісії з прав людини.
Міжамериканський суд з прав людини постановив у лютому 2001 року, що заборона порушує Американську конвенцію з прав людини, а тому заборона повинна бути знята. У серпні конституційна реформа скасувала кіноцензуру, і фільм з'явився у прокаті. У січні 2003 року було опубліковано новий закон про рейтинги фільмів, фільму було присвоєно рейтинг «старше 18». Прем'єра фільму відбулася 13 березня 2003 року в театрі Сантьяго.

### Іран
В Ірані заборонені усі фільм з демонстрацією будь-чого, що суперечить ісламській моралі.

### Ірландія
Через розміри ірландської аудиторії, фільми, що заборонені Британською радою з класифікації фільмів (BBFC), навіть рідко надсилалися у прокат. Це пов'язано з високими витратами, що їдуть на рекламу та дистриб'юцію. У 2000 році це змінилося, багато заборонених фільмів були дозволені та отримали класифікацію, хоча деякі залишилися під забороною. Фільми 18+ можна переглядати у приватних клубах.

### Ізраїль
У період з 1956 по 1967 рік усі німецькі фільми були під забороною .
За цензурування кінофільмів у Кувейті відповідає Міністерство інформації. Воно може вирізати сцени із фільмів, які вони вважають недоречними. Будь-які фільми, які пов'язаний із політикою, сексуальністю, релігією чи екстремальним насильством, може бути підданий цензурі.

### Південна Корея
Згідно із базою даних Internet Movie Database, у Південній Кореї наразі немає заборонених фільмів.